# 객체 (컴퓨터 과학)
컴퓨터 과학에서 객체 또는 오브젝트(object)는 클래스에서 정의한 것을 토대로 메모리(실제 저장공간)에 할당된 것으로 프로그램에서 사용되는 데이터 또는 식별자에 의해 참조되는 공간을 의미하며, 변수, 자료 구조, 함수 또는 메소드가 될 수 있다. 프로그래밍 언어는 변수를 이용해 객체에 접근하므로 객체와 변수라는 용어는 종종 함께 사용된다. 그러나 메모리가 할당되기 전까지 객체는 존재하지 않는다.
절차적 프로그래밍에서 하나의 객체는 자료나 명령을 포함할 수 있지만 두 가지를 동시에 포함하지는 않는다. (명령은 프로시저나 함수의 형태를 가진다). 
객체지향 프로그래밍에서 객체는 클래스의 인스턴스이다. 클래스 객체는 자료와 그 자료를 다루는 명령의 조합을 포함하여 객체가 메시지를 받고 자료를 처리하며 메시지를 다른 객체로 보낼 수 있도록 한다. 실세계의 비유로 설명하자면, 가령 어떤 사람이 집에서 살기를 원할 때, 그 집의 청사진(집의 설계도)이나 축소 모형 따위는 전혀 필요가 없다. 필요한 것은 설계에 맞는 실제 집이다. 이 비유에서 청사진은 클래스를, 실제 집은 객체를 나타낸다.

## 같이 보기
- 객체 지향 프로그래밍
- 디자인 패턴